# Dorfkirche Langensalzwedel

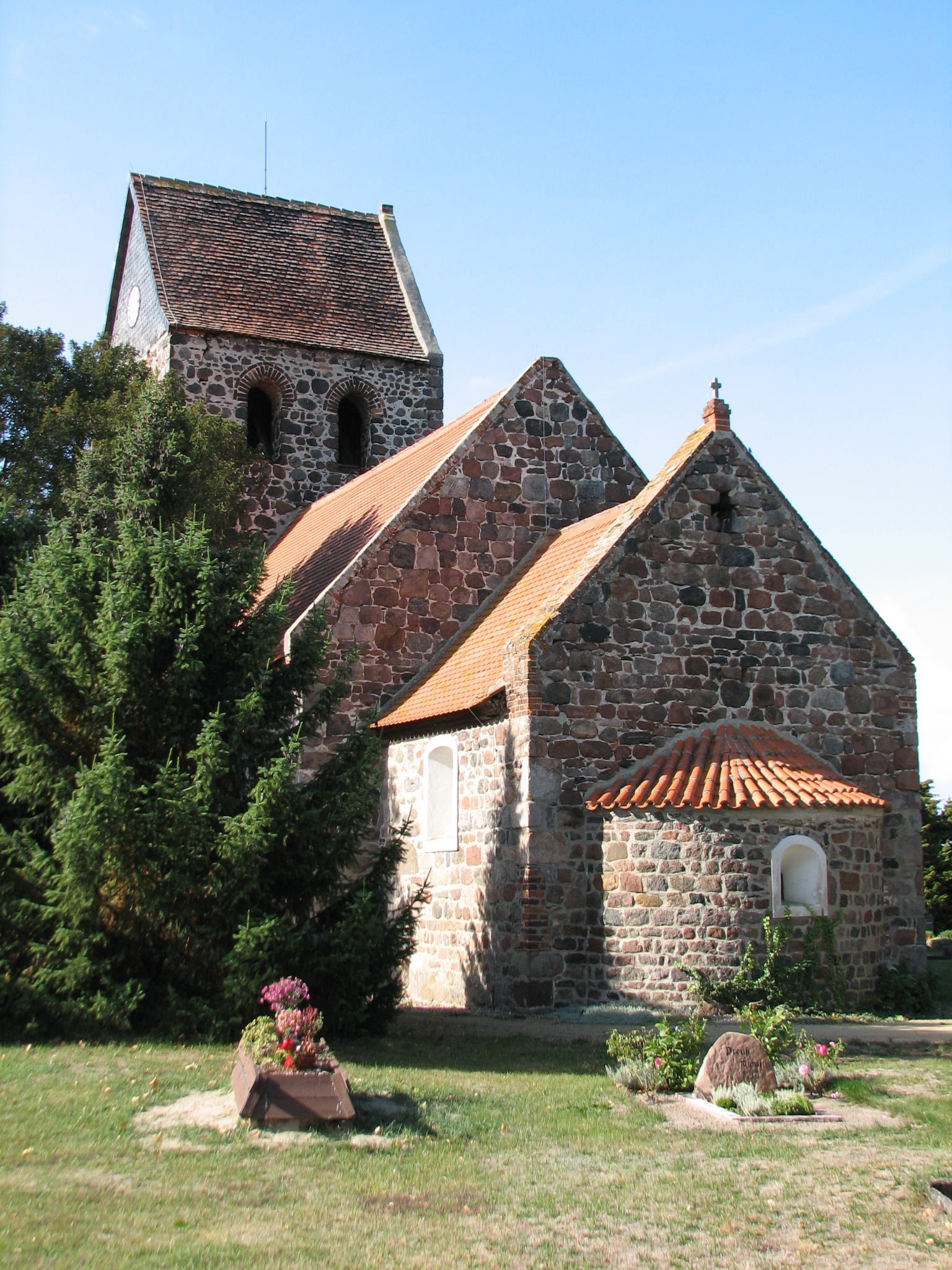
Dorfkirche Langensalzwedel

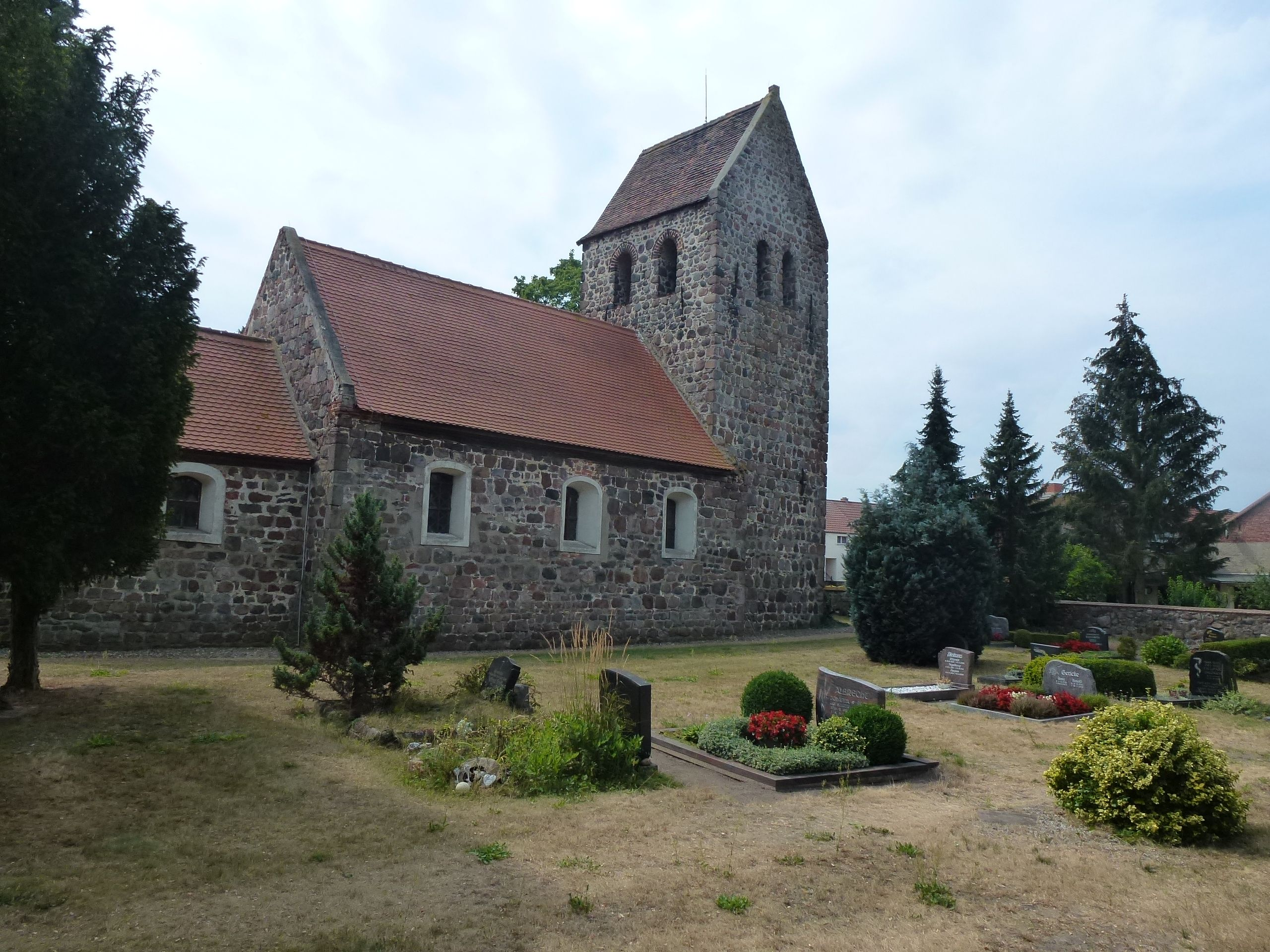
Nordseite

Die evangelische Dorfkirche Langensalzwedel ist eine romanische Saalkirche im Ortsteil Langensalzwedel von Tangermünde im Landkreis Stendal in Sachsen-Anhalt. Sie gehört zum Pfarrbereich Tangermünde im Kirchenkreis Stendal der Evangelischen Kirche in Mitteldeutschland.

## Geschichte und Architektur
Die Kirche ist eine romanische Dorfkirche in vollständiger Anlage aus Feldsteinmauerwerk mit Saal, eingezogenem Chor und halbrunder Apsis aus der Mitte des 12. Jahrhunderts. Der aus der Achse abweichende, eingezogene quadratische Westturm wurde jedoch erst im 13. Jahrhundert angefügt und ist mit leicht spitzbogigen, backsteingefassten Schallöffnungen und Satteldach versehen. An der Südseite des Schiffes erschließt ein Rundbogenportal aus sorgfältig bearbeiteten Granitquadern das Bauwerk, am Chor befindet sich eine heute vermauerte Priesterpforte mit halbkreisförmigem Türsturz. Die Fenster wurden später erweitert und sind mit Stichbögen geschlossen, allein das Apsisfenster ist noch als kleines romanisches Rundbogenfenster erhalten. Das Bauwerk wurde zu Beginn des 18. Jahrhunderts umgebaut. Im Jahr 1984 wurde hinter dem Altar eine Winterkirche eingebaut.
Im Inneren zieht sich eine Hufeisenempore um das Bauwerk. Das Schiff und der Chor sind flach gedeckt, die Apsis mit einem Halbkuppelgewölbe versehen. Der einst durch einen massiven Chorbogen abgetrennte Chor ist gegenwärtig provisorisch verschlossen.

## Ausstattung
Der ehemals das Schiff vom Chor trennende Kanzelaltar aus der Zeit um 1730/1740 ist vorgerückt und ohne Seitentüren und zeigt am Korb reiche Akanthusschnitzereien, die flankierenden Figuren von Petrus und Paulus sind seitlich des Kanzelkorbs aufgestellt. Die Reste der seitlichen Durchgänge liegen im Turm, die zugehörigen Engel ebenfalls. An den Pilastern sind zwei Wappen angebracht; das eine ist gespalten, mit einem Einhorn und zwei Balken versehen und gehört der Familie Roth; das zweite Wappen ist von einem Balken geteilt und ist das Wappen der Familie von Buch.
Weiter ist ein feingearbeiteter barocker Taufengel vorhanden, der im Jahre 2018 vom Hallenser Metallkünstler Thomas Leu mit einer neuen Konstruktion so befestigt wurde, dass er bei Taufen herabgelassen werden und seine Taufschale reichen kann. Die Empore, die Orgel und das Gestühl sind Werke aus dem 19. Jahrhundert.